# Giuseppe Bussi
Giuseppe Bussi (Arzago d'Adda, 21 giugno 1921 – Treviglio, 11 giugno 2018) è stato un calciatore e allenatore di calcio italiano.

## Carriera

### Giocatore
Dopo una stagione a livello dilettantistico nella Trevigliese, nella stagione 1940-1941 fa parte della rosa dell'Atalanta, squadra di Serie A, con cui non scende mai in campo in partite di campionato. L'anno seguente milita nel Vicenza, con cui segna 4 gol in 12 partite in Serie B e conquista una promozione in Serie A. Nella stagione 1942-1943 segna un gol in 9 presenze in Serie A con la maglia dell'Atalanta, che veste anche durante il Campionato Alta Italia. Dopo la fine della Seconda guerra mondiale trascorre un anno senza presenze in massima serie al Vicenza e successivamente va al Crema, dove realizza un gol in 10 presenze in Serie B. Nella stagione 1947-1948 torna infine a vestire la maglia della Trevigliese, con cui gioca un campionato in Serie C prima di terminare la sua carriera da calciatore.
In carriera ha giocato complessivamente 9 partite in Serie A (con un gol) e 22 partite in Serie B (con 5 gol).

### Allenatore
Nella parte finale della stagione 1965-1966 ha sostituito Gianfranco Papini sulla panchina della Trevigliese, in Serie C.
Giuseppe "Pino" Bussi è morto a Treviglio l'11 giugno 2018, all'età di 96 anni.